# Крю (Вирджиния)
- Вижте също Крю за града в Англия.

Крю (на английски: Crewe) е град в САЩ. Намира с в окръг Нотоуей на щата Вирджиния. Той е жп гара между градовете Блекстоун и Бърквил. Население 2171 жители (по приблизителна оценка за 2017 г.).